# 诺加雷
诺加雷（法語：Nogaret，法語發音：[nɔɡaʁɛ]）是法国上加龙省的一个市镇，属于图卢兹区。

## 地理
诺加雷（43°29'35"N, 1°55'46"E）面积4 平方千米，位于法国奧克西塔尼大區上加龙省，该省份为法国西南部内陆省份，西南端与西班牙接壤，自此顺时针与上比利牛斯省、热尔省、塔恩-加龙省、塔恩省、奥德省和阿列日省接壤。
与诺加雷接壤的市镇（或旧市镇、城区）包括：蒙热、皮埃舒尔西、蒙泰居洛拉盖、勒韦勒、圣朱利亚。

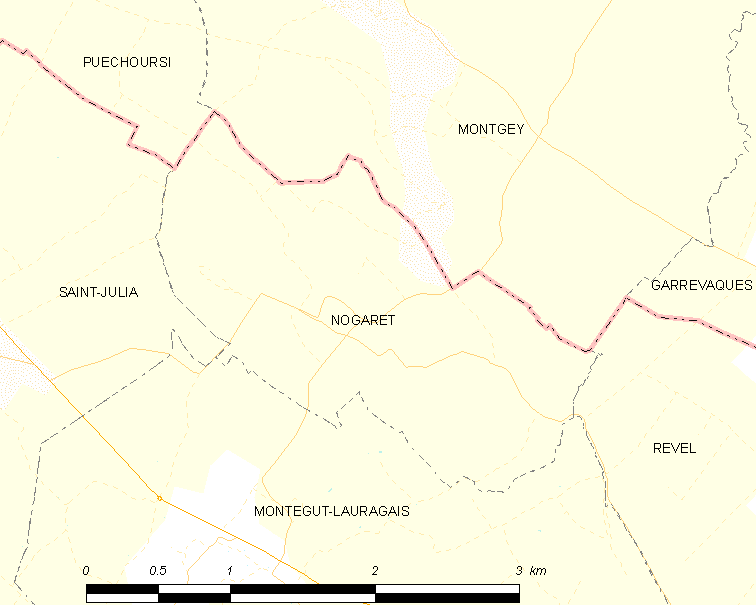
诺加雷的OSM定位图

诺加雷的时区为UTC+01:00、UTC+02:00（夏令时）。

## 行政
诺加雷的邮政编码为31540，INSEE市镇编码为31400。

## 政治
诺加雷所属的省级选区为勒韦勒县。

## 人口

1962-2008年间诺加雷人口变化图示

诺加雷于2022年1月1日时的人口数量为98人。